# 1 iulie
ianuarie • februarie • martie  • aprilie  • mai  • iunie  • iulie  • august  • septembrie  • octombrie  • noiembrie  • decembrie
1 iulie este a 182-a zi a calendarului gregorian și a 183-a zi în anii bisecți. Mai sunt 183 de zile până la sfârșitul anului.

## Evenimente

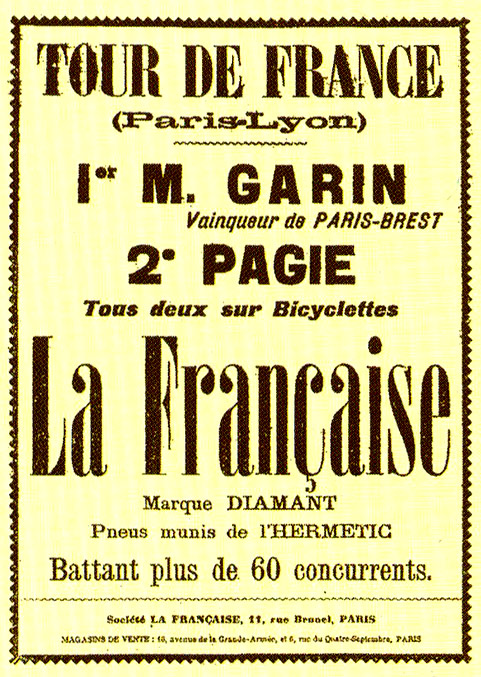
1903: Începe prima ediție a Turului Franței.

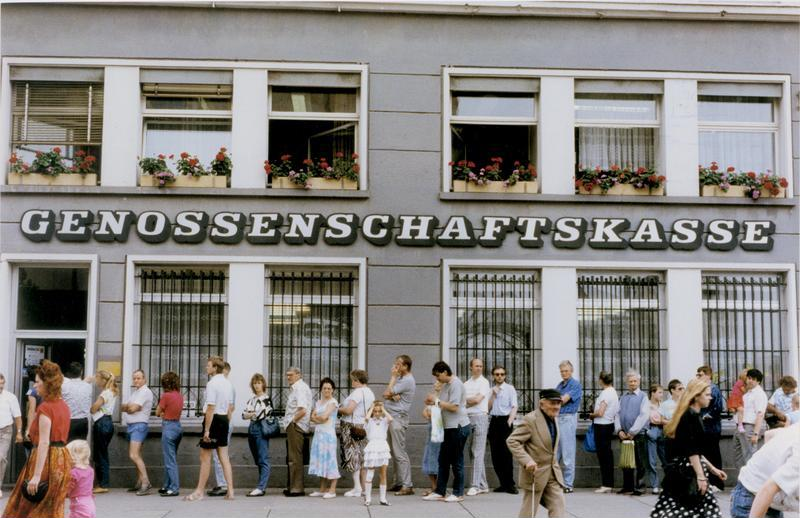
1990: Germania de Est acceptă Marcă germană ca monedă, unind astfel economiile Germaniilor de Est și Vest. În imagine, cetățeni RDG la bancă pentru a retrage Marca germană.

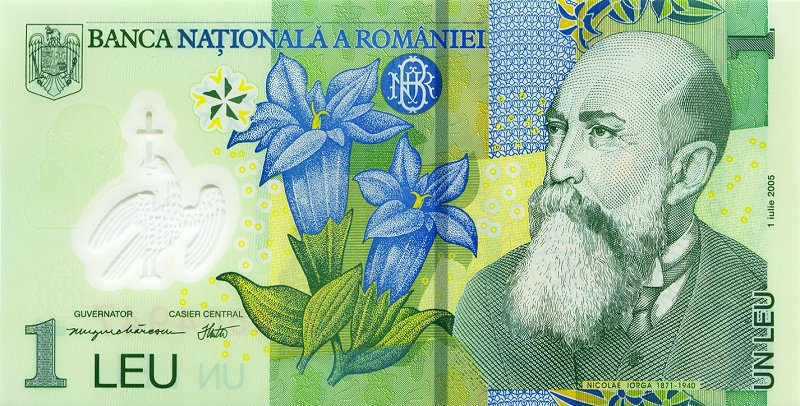
2005: Intră în circulație leul nou. Leul românesc a pierdut ultimele 4 zerouri prin denominare la rata de 1 leu nou pentru 10.000 lei "vechi".

- 1097: Bătălia de la Dorylaeum: Cruciații conduși de prințul Boemund de Taranto înving pe turcii Seljuk conduși de sultanul Kilij Arslan I.[1]
- 1766: François-Jean de la Barre, un tânăr nobil francez, este torturat și decapitat înainte ca trupul său să fie ars pe un rug, împreună cu o copie a Dicționarului filosofic a lui Voltaire, bătută în cuie pe trunchiul său pentru crima de a nu fi salutat o procesiune religioasă romano-catolică în Abbeville, Franța.
- 1770: Cometa Lexell, descoperită de astronomul Charles Messier, trece la doar 0,015 unități astronomice (2,2 milioane kilometri) de Pământ, cel mai aproape dintre toate cometele observate de-a lungul istoriei.
- 1862: Prințesa Alice a Regatului Unit, a doua fiică a Reginei Victoria, s-a căsătorit cu Prințul Ludovic de Hesse, viitorul Ludovic al IV-lea, Mare Duce de Hesse.
- 1863:  În timpul războiului civil american începe Bătălia de la Gettysburg, considerată punctul de cotitură în favoarea Uniunii.
- 1878: S-a încheiat Congresul de pace de la Berlin. Prin Tratatul de pace s-au recunoscut independența României și drepturile ei asupra Dobrogei. Județele Cahul, Bolgrad și Ismail, din sudul Basarabiei, aflate în componența României, sunt încorporate Imperiului Țarist.
- 1903: Începe prima ediție a Turului Franței.
- 1908: SOS este adoptat ca semnal internațional de urgență.
- 1916: În prima zi a Bătăliei de pe Somme, 19.000 soldați ai armatei engleze sunt uciși, iar 40.000 sunt răniți.
- 1920: Se înființează, la Sibiu, Școala militară de ofițeri activi de infanterie (inaugurată la 19 decembrie), în prezent Academia Forțelor Terestre „Nicolae Bălcescu” .
- 1921: În conformitate cu agenția de știri Xinhua, la Shanghai a fost fondat Partidul Comunist Chinez.
- 1925: António Maria da Silva este numit pentru a treia oară prim-ministru al Portugaliei.
- 1942: Al Doilea Război Mondial: Începe prima bătălie de la El Alamein.
- 1957: Televiziunea emite patru zile pe săptămână
- 1960: Somalia Britanică, a cărei independență fusese recunoscută la 26 iunie 1960 sub numele de Statul Somaliland, s-a unit cu teritoriul sudic aflat sub mandat ONU pentru a forma Republica Somalia.
- 1960: Ghana devine republică și Kwame Nkrumah devine primul ei președinte, Regina Elisabeta a II-a încetând să mai fie șeful statului.
- 1960: Independența Rwanda și Burundi.
- 1976: Portugalia garantează autonomia Madeirei.
- 1990: Reunificarea Germaniei: Germania de Est acceptă Marcă germană ca monedă, unind astfel economiile Germaniilor de Est și Vest.
- 1993: România: A intrat în vigoare taxa pe valoare adaugată (TVA) și liberalizarea completă a prețurilor.
- 1999: Regina Elisabeta a II-a a Regatului Unit a inaugurat, la Edinburgh, primul parlament scoțian ales în ultimii 300 de ani.
- 2004: Postul de radio România Tineret emite doar pe Internet, devenind un post experimental. Directorul postului este Florian Pittiș.
- 2005: Intră în circulație leul nou, urmând ca până la 31 decembrie 2006 leii vechi să circule în paralel cu cei noi. Aceasta reprezintă a doua etapă a denominarii și începând cu această dată 10.000 lei vechi vor fi preschimbați pentru un leu nou.
- 2007: Rutierul Dan Anghelache câștigă Turul României 2007. Victorie românească după 10 ani.
- 2007: Pe stadionul Wembley are loc un concert pentru comemorarea a 10 ani de la moartea Prințesei Diana.
- 2011: Albert al II-lea, Prinț de Monaco se căsătorește la Palatul Regal cu Charlene Wittstock, fostă înotătoare olimpică. Wittstock devine Prințesa Charlene.
- 2013: Croația aderă la Uniunea Europeană, devenind al 28-lea stat membru al Uniunii Europene.
- 2014: Fostul președinte al Franței, Nicolas Sarkozy, a fost pus sub acuzare pentru corupție activă și trafic de influență.
- 2015: Grecia devine prima economie avansată care a intrat în încetare de plăți în raport cu FMI după ce Grecia nu a plătit tranșa de 1,5 miliarde de euro pe care o datora Fondului, tranșă care avea scadența la 30 iunie.
- 2016: Curtea Constituțională din Austria a anulat rezultatul alegerilor prezidențiale din mai și a dispus organizarea unui nou scrutin. Curtea a constatat ca la votul prin corespondență au existat nereguli ce ar fi putut vicia rezultatul final. Marja de voturi dintre cei doi candidați a fost mai mică de 1%.[2]
- 2018: În Franța, gangsterul Rédoine Faid, condamnat la 25 de ani de închisoare, pentru un jaf armat eșuat, în timpul căruia un polițist a fost ucis, a evadat din închisoare după ce trei complici înarmați au aterizat cu elicopterul în curtea penitenciarului. Este a doua evadare a lui Faid; în 2013 el a evadat după ce a luat ostatici patru gardieni, pe care i-a folosit drept scut uman.[3]

## Nașteri
- 1481: Christian al II-lea al Danemarcei (d. 1559)
- 1506: Ludovic al II-lea al Ungariei și Boemiei (d. 1526)
- 1534: Frederick al II-lea al Danemarcei (d. 1588)
- 1646: Gottfried Wilhelm Leibniz, matematician și filosof german (d. 1716)
- 1654: Louis Joseph de Bourbon, duce de Vendôme, mareșal al Franței (d. 1712)

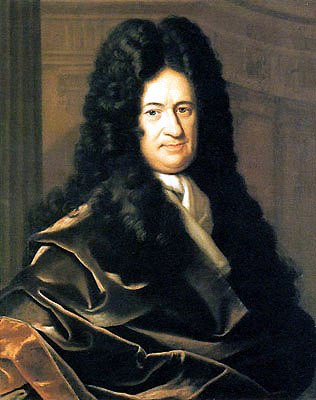
Gottfried Wilhelm Leibniz, matematician și filosof german
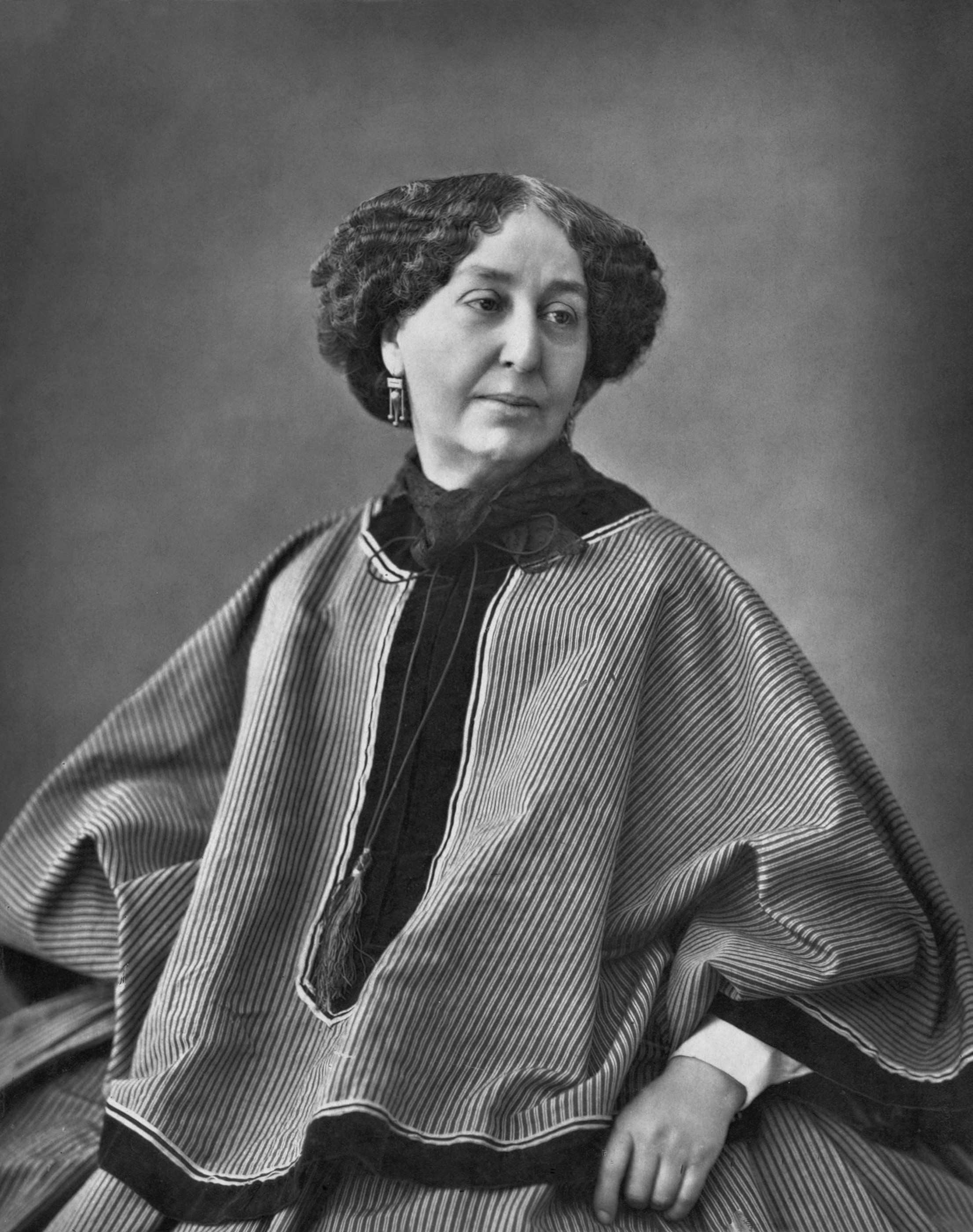
George Sand, scriitoare franceză
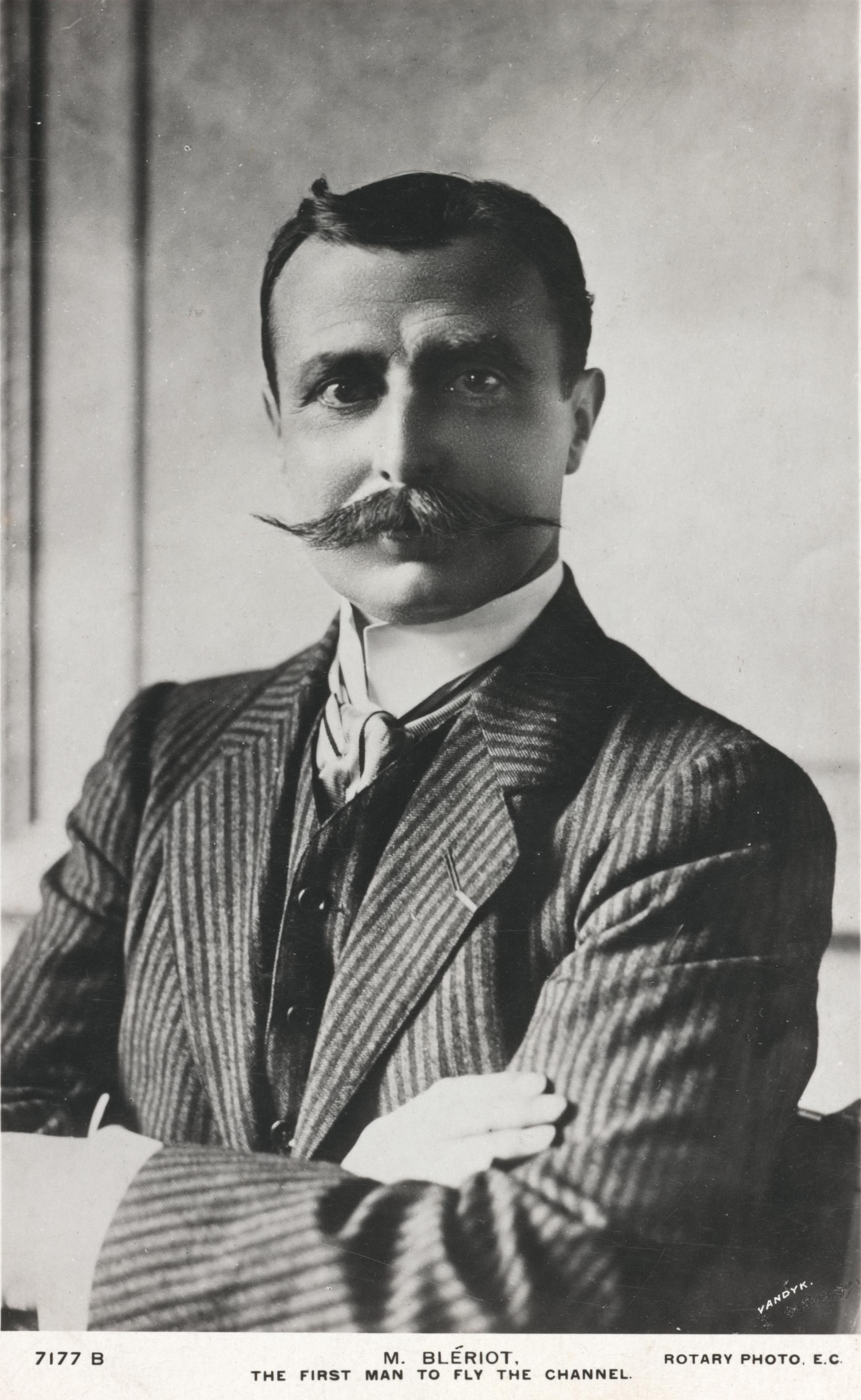
Louis Blériot, aviator, inventator și inginer francez

- 1788: Jean-Victor Poncelet, matematician francez (d. 1867)
- 1818: Ignaz Semmelweis, medic maghiar (d. 1865)
- 1872: Louis Blériot, aviator, inventator și inginer francez (d. 1936)
- 1879: Léon Jouhaux, lider francez de sindicat, laureat Nobel (d. 1954)
- 1883: István Friedrich, politician maghiar, prim-ministru al Ungariei (nov. 1919- mar. 1920) (d. 1951)
- 1893: Shishi Bunroku, scriitor japonez, (d. 1969)
- 1906: Estée Lauder, fondatoarea firmei de cosmetice ce îi poartă numele (d. 2004)
- 1911: Serghei Sokolov, mareșal sovietic (d. 2012)
- 1916: Olivia de Havilland, actriță americană (d. 2020)
- 1929: Costache Olăreanu, prozator român (d. 2000)
- 1930: Ileana Iordache, actriță română de teatru, film și televiziune (d. 2021)
- 1933: Leon Dănăilă, neurochirug, membru titular al al Academiei Române.
- 1934: Sydney Pollack, regizor, producător, actor american (d. 2008)
- 1935: David Prowse, culturist, halterofil și actor englez (d. 2020)
- 1941: Alfred G. Gilman, profesor american, laureat al Premiului Nobel pentru Medicină

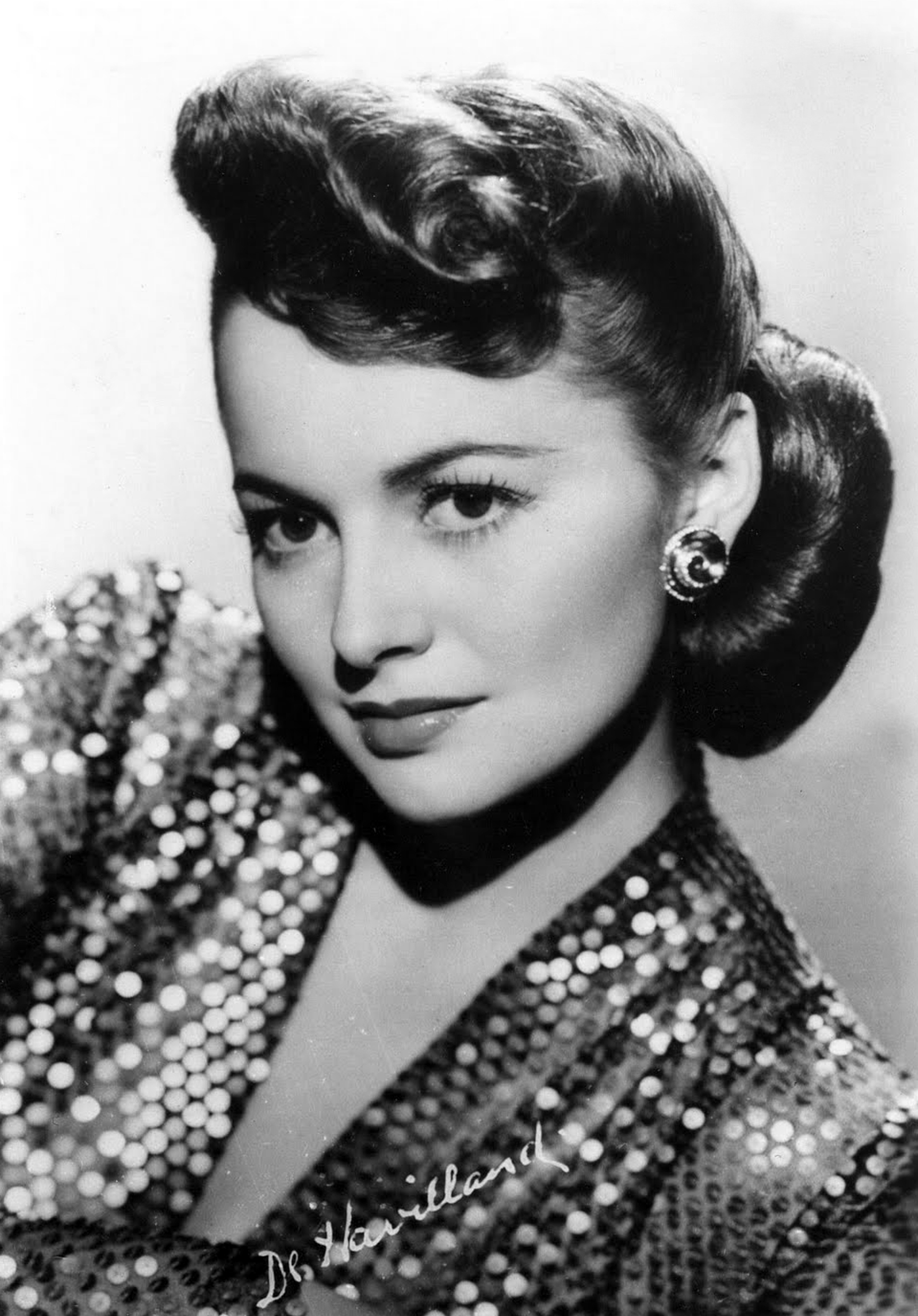
Olivia de Havilland, actriță americană
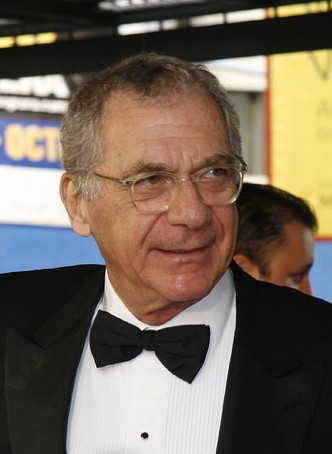
Sydney Pollack, regizor, producător, actor american
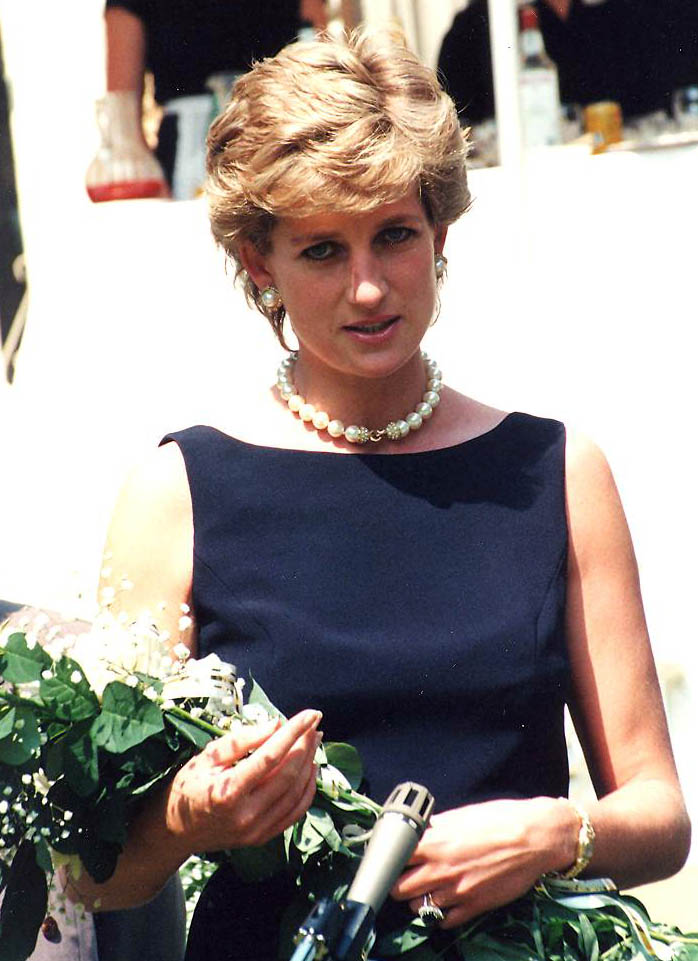
Diana, Prințesă de Wales

- 1946: Aimée Iacobescu, actriță română de teatru și film (d. 2018)
- 1947: Dan Verona, poet și traducător român
- 1949: Valeriu Tabără, politician român (d. 2025)
- 1952: Abdoulkader Kamil Mohamed, politician din Djibouti, prim-ministru
- 1956: Mihai Sandu-Capră, politician român
- 1961: Diana, Prințesă de Wales (d. 1997)
- 1961: Carl Lewis (Frederick Carlton Lewis), atlet american
- 1967: Pamela Anderson, model, actriță, producător canadiano-american
- 1968: Dan Grigore, politician român
- 1972: Steffi Nerius, atletă germană
- 1974: Cosmin Prelipceanu, jurnalist român
- 1976: Patrick Kluivert, fotbalist olandez
- 1977: Liv Tyler, actriță americană
- 1985: Léa Seydoux, actriță franceză
- 1989: Daniel Ricciardo, pilot australian de Formula 1

## Decese
- 0251: Decius, împărat roman (n. 207)
- 1594: Petru Șchiopul, de patru ori domn al Moldovei (n. 1537)
- 1717: Prințesa Ana Sofia a Danemarcei (n. 1647)
- 1839: Mahmud al II-lea al Imperiului Otoman (n. 1785)
- 1876: Mihail Bakunin, revoluționar rus (n. 1814)
- 1891: Mihail Kogălniceanu, politician originar din Moldova, prim-ministru al României în perioada 1863-1865 (n. 1817)
- 1934: Ernst Röhm, oficial nazist german (n. 1887)
- 1961: Louis-Ferdinand Céline, scriitor francez (n. 1894)

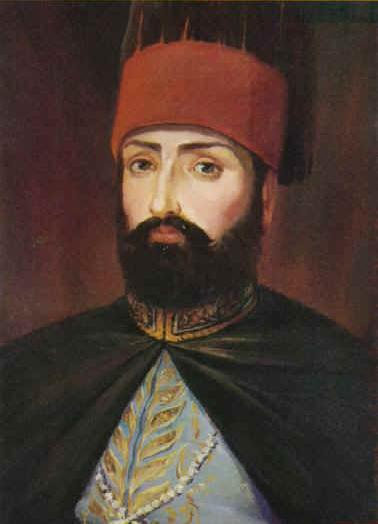
Mahmud al II-lea al Imperiului Otoman
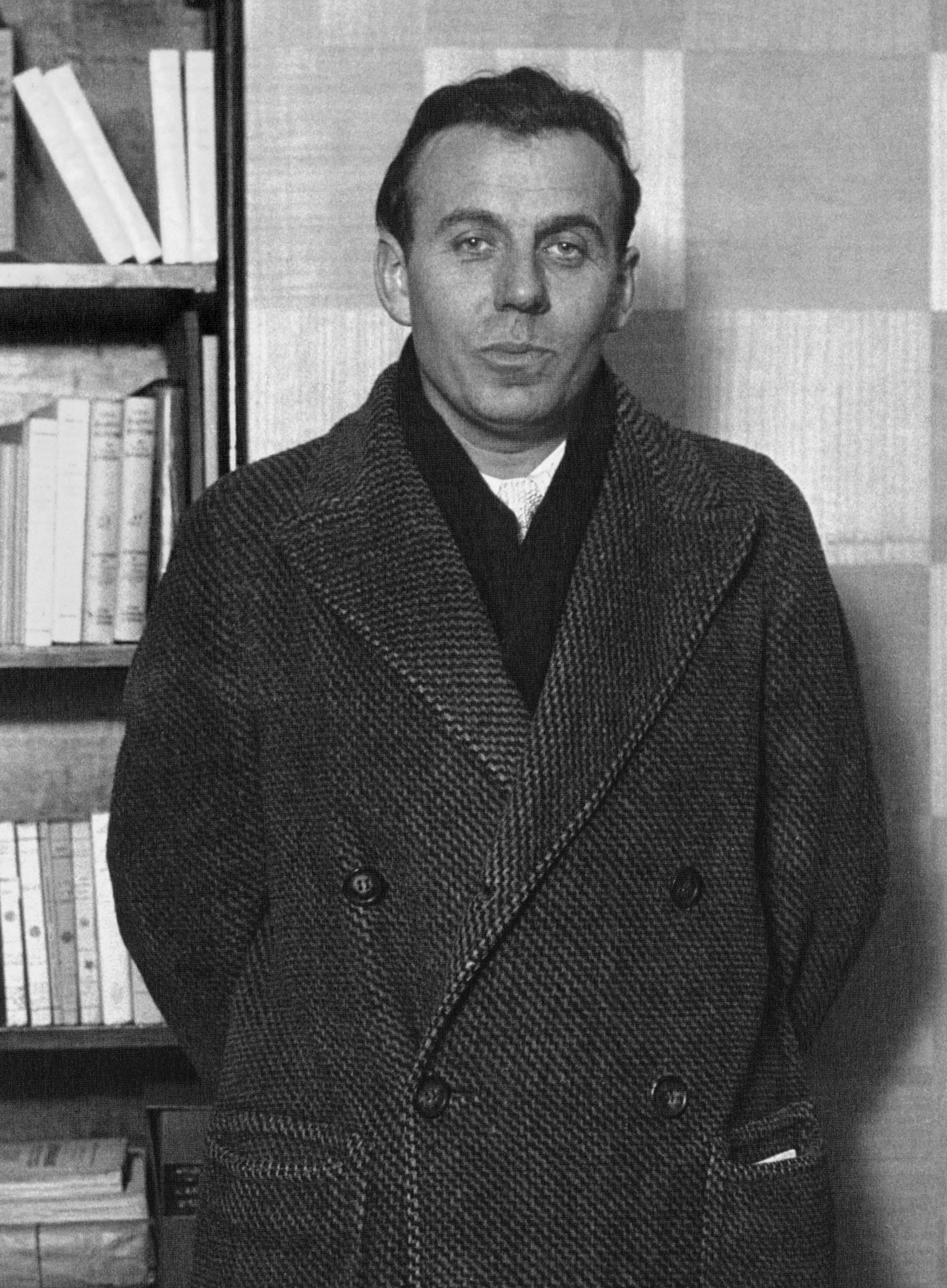
Louis-Ferdinand Céline, scriitor francez
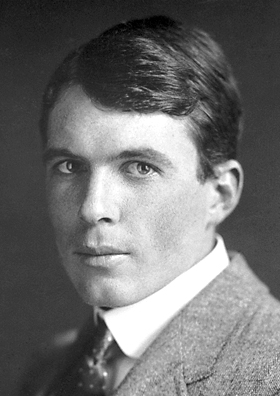
William Lawrence Bragg, fizician australian, laureat Nobel

- 1971: William Lawrence Bragg, fizician australian, laureat al Premiului Nobel (n. 1890)
- 1974: Juan Perón, politician argentinian, președinte al Argentinei (n. 1895)
- 1981: Marcel Lajos Breuer, arhitect american (n. 1902)
- 1983: Buckminster Fuller, inventator, inginer și arhitect american (n. 1895)
- 1997: Robert Mitchum, actor american (n. 1917)
- 1998: Francis Ambrière, scriitor francez, câștigător al Premiului Goncourt în 1940 (n. 1907)
- 1999: Vasile Ijac, compozitor și critic muzical român (n. 1899)

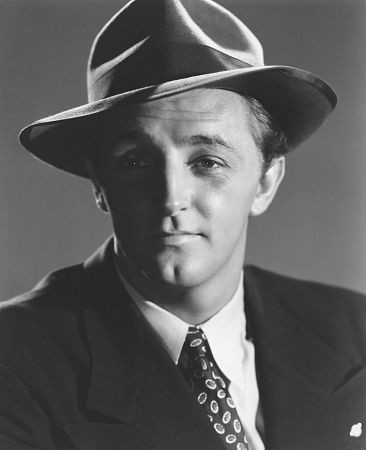
Robert Mitchum, actor american
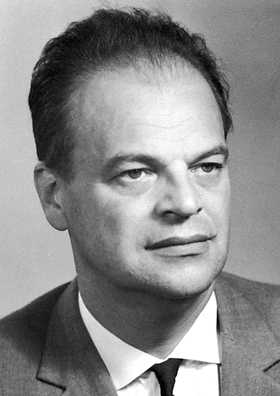
Nikolai Basov, fizician rus, laureat Nobel
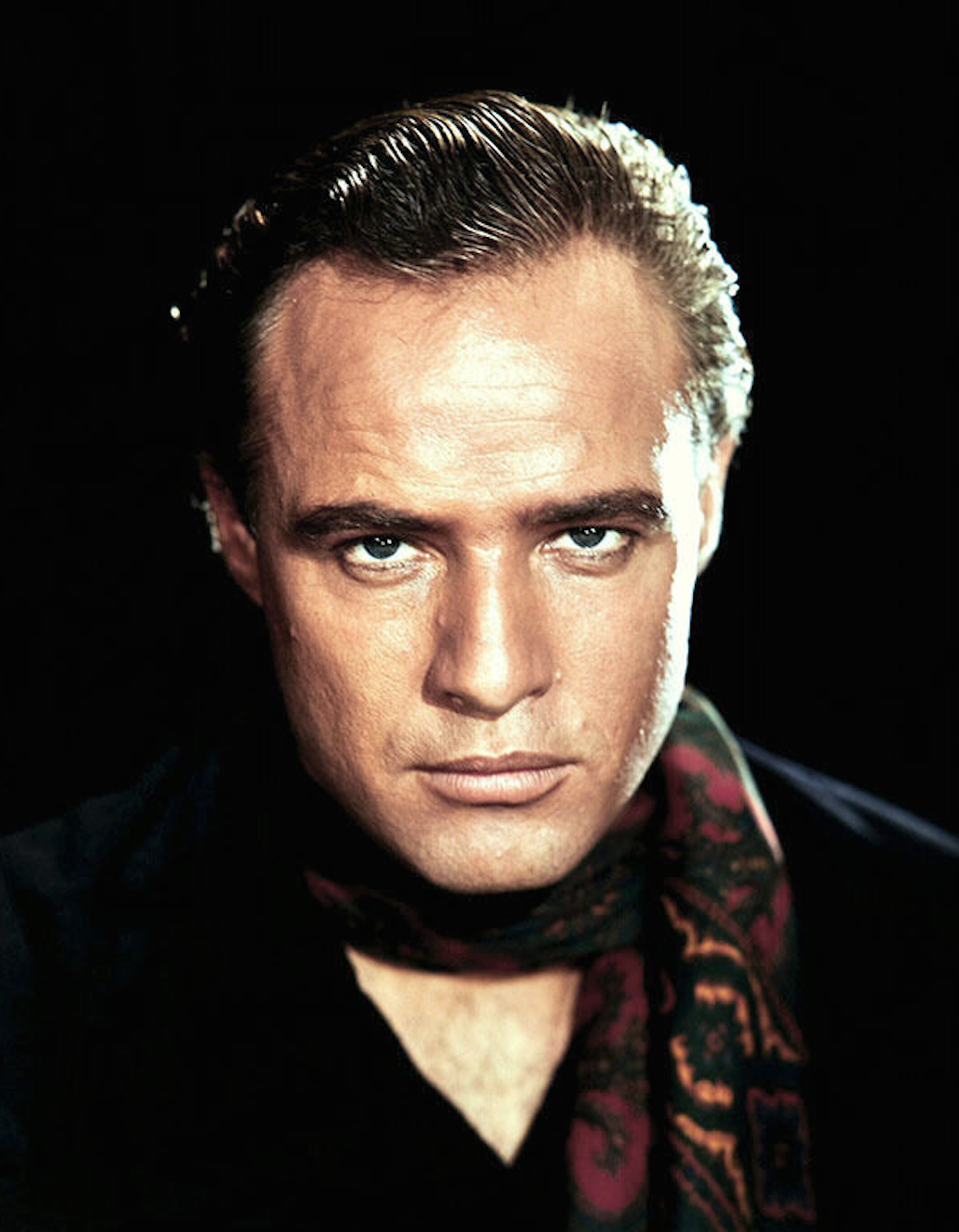
Marlon Brando, actor american

- 2000: Walter Matthau, actor american (n. 1920)
- 2001: Nikolai Basov, fizician rus, laureat al Premiului Nobel (n. 1922)
- 2001: Hélène de Beauvoir, pictoriță română (n. 1910)
- 2002: Pius Brânzeu, medic român, membru al Academiei Române (n. 1911)
- 2004: Marlon Brando, actor american (n. 1924)
- 2009: Karl Malden, actor american (n. 1912)
- 2014: Matei Alexandru, actor român (n. 1927)
- 2016: Ion Ianoși, scriitor și eseist român (n. 1928)
- 2016: Gheorghe Drobotă, jucător al echipei naționale de rugby a României (n. 1934)
- 2022: Peter Imre, om de afaceri român (n. 1962)
- 2024: Ismail Kadare, scriitor albanez (n. 1936)
- 2025: Mihai Leu, pugilist și pilot de raliu român (n. 1968)

## Sărbători
- Sărbători religioase
  - Sf. Ierarh Leontie de la Rădăuți (calendar ortodox)
  - Sf. mucenici și doctori fără de arginți Cosma și Damian (calendar ortodox)
- Sărbători naționale
  - Canada: Înființarea Confederației Canadiene (1867)
  - Rwanda: Independența față de Belgia (1962)
  - Burundi: Proclamarea independenței de stat (1962)
  - Somalia: Independența față de Regatul Unit și Italia (1960)